# Only in Amerika
Only in Amerika es el cuarto álbum de estudio por estadounidense punk rock banda (Hed) P.E.. Publicado el 19 de octubre de 2004, es el primer lanzamiento de la banda en un sello independiente. Alcanzó el puesto # 20 en la tabla Top Independent Albums y en el # 186 en el Billboard 200.

## Listado de canciones
| N.º | Título            | Escritor(es)  | Duración |  |
| 1.  | «Foreplay»        | Jahred; Jaxon | 1:32     |  |
| 2.  | «Represent»       | Jahred; Jaxon | 4:20     |  |
| 3.  | «The Truth»       | Jahred; Jaxon | 3:03     |  |
| 4.  | «Wake Up»         | Jahred        | 4:35     |  |
| 5.  | «War»             | Jahred        | 3:49     |  |
| 6.  | «The Box»         | Jahred; Jaxon | 3:28     |  |
| 7.  | «CBC»             | Jahred        | 3:33     |  |
| 8.  | «Voices»          | Jahred        | 3:13     |  |
| 9.  | «Raise Hell»      | Jahred        | 5:09     |  |
| 10. | «Amerikan Beauty» | Jahred        | 3:56     |  |
| 11. | «Chicken»         | Jahred        | 4:22     |  |
| 12. | «Daydreams»       | Jahred        | 2:43     |  |
| 13. | «Not Ded Yet»     | Jahred; Jaxon | 3:31     |  |

- Datos: Q3280310